# Trichobotrys ramosa
Trichobotrys ramosa är en svampart som beskrevs av D'Souza & Bhat 2001. Trichobotrys ramosa ingår i släktet Trichobotrys, divisionen sporsäcksvampar och riket svampar.   Inga underarter finns listade i Catalogue of Life.